# Дахау
 Тази статия е за града.  За концентрационния лагер вижте Дахау (концлагер).  
Дахау е град в Бавария, южната част на Германия. Това е един от големите окръжни градове на административния район Горна Бавария. Намира се на около 20 km северозападно от Мюнхен. Разположен е на 480 метра надморска височина на Баварското плато. Жителите на града наброяват 40 000. Градът има исторически център и замък от 18 век.
На 21 март 1933 г. в Дахау е отворен първият концентрационен лагер в Германия, с капацитет от 5000 души. В него биват изпращани противници на режима, които първоначално биват използвани като работна ръка за задачи на СС, „Месершмит“ и „БМВ“. Там са затваряни противниците на нацисткия режим. През лагера преминават около 250 000 души, от които умират около 70 000. След Втората световна война на мястото на лагера е издигнат мемориален комплекс.